# Abolitionisme (dierenrechten)
Abolitionisme binnen de dierenrechtenbeweging betreft het streven naar het volledig afschaffen van het gebruik van dieren voor menselijk nut. Abolitionisten zijn van mening dat mensen én dieren een gemeenschappelijk recht hebben; het recht om niet als eigendom of nut van een ander gebruikt te worden. Dit komt voort vanuit de wetenschap dat dieren, vergelijkbaar met mensen, leed en gerief kunnen ervaren. Volgens abolitionisten betekent dit voor mensen dat degenen die de mogelijkheid hebben om veganistisch te leven, dat ook zou moeten doen.
Bij het gebruik van dieren in de huidige maatschappij kan gedacht worden aan dieren voor voedselproductie, dierlijke arbeid of slavernij, medische of cosmetische dierproeven en dieren voor vermaak zoals circusdieren en dieren in dierentuinen of dolfinaria. Dierenrechtenactivisten verschillen van mening over hoe dit doel bereikt kan worden. Filosoof Tom Regan is van mening dat via politieke procedures de uitbuiting van dieren bij wet verboden moet worden, terwijl rechtsfilosoof Gary L. Francione van mening is dat het veganisme gepromoot moet worden door mensen de voordelen van veganisme te laten inzien.
Het omgekeerde van veganistisch abolitionisme, waarbij in het gemeenschappelijke recht onderscheid wordt gemaakt tussen diersoorten zoals de mens en alle andere diersoorten, wordt ook wel speciësisme genoemd. Hierbij wordt in de toekenning van rechten gediscrimineerd tussen diersoorten.

## Bekende personen
Bekende personen binnen de dierenrechtenbeweging zijn onder andere filosoof Tom Regan, die het boek The Case for Animal Rights schreef en rechtsfilosoof Gary L. Francione. 

## Bekende groepen of organisaties
Er zijn diverse dierenrechtenbewegingen of activistengroepen actief in Nederland en wereldwijd die aan abolitionistisch ideaal nastreven:
- Anonymous for the Voiceless - Een internationale abolitionistische dierenrechtenorganisatie gespecialiseerd in straatactivisme.
- Animal Rights - Een Nederlands-Belgische dierenrechtenorganisatie die actie voert tegen slachthuizen en dierproeven.